# 斯隆 (紐約州)
斯隆（英語：Sloan）是位於美國紐約州伊利縣的村。

## 人口
根據2020年美國人口普查的數據，斯隆的面積為2.04平方千米，皆為陸地。當地共有人口3775人，而人口密度為每平方千米1,850人。